# 4月14日 (旧暦)
旧暦4月14日（きゅうれきしがつじゅうよっか）は、旧暦4月の14日目である。六曜は大安である。

## できごと
- 天平感宝元年（ユリウス暦749年5月4日） - 陸奥からの黄金献上により、天平から天平感宝に改元。同年中に天平勝宝に改元[要出典]
- 永承元年（ユリウス暦1046年5月22日） - 寛徳より永承に改元
- 大永6年（ユリウス暦1526年5月25日） - 駿河国守護・今川氏親が家法三十三箇条（今川仮名目録）を制定
- 天正4年（ユリウス暦1576年5月12日） - 織田信長が摂津石山城の顕如を攻める
- 天正16年（グレゴリオ暦1588年5月9日） - 豊臣秀吉が聚楽第に後陽成天皇を迎える

## 誕生日
- （ユリウス暦1010年5月30日） - 仁宗、北宋の4代皇帝（+ 1063年）
- 元治元年（グレゴリオ暦1864年5月19日） - 吉田東伍、歴史学者･地理学者（+ 1918年）

## 忌日
- 慶応3年（グレゴリオ暦1867年5月17日） - 高杉晋作、尊攘派志士・奇兵隊を結成（* 1839年）